# Червињано д'Ада
Червињано д'Ада (итал. Cervignano d'Adda) је насеље у Италији у округу Лоди, региону Ломбардија.
Према процени из 2011. у насељу је живело 2069 становника. Насеље се налази на надморској висини од 90 м.

## Становништво
Према резултатима пописа становништва 2011. у општини је живело 2.119 становника.
| 1936. | 1951. | 1961. | 1971. | 1981. | 1991. | 2001. | 2011. |
| ----- | ----- | ----- | ----- | ----- | ----- | ----- | ----- |
| 948   | 1.042 | 963   | 821   | 806   | 1.115 | 1.560 | 2.119 |